# Teresa Mullen
Pour les articles homonymes, voir Mullen.
Teresa Mullen (27 avril 1938 - 23 août 1989) est une sportive handisport irlandaise,. 

## Biographie
Teresa Mullen est née à Dublin le 27 avril 1938. Elle est la fille de James Kelly et Lily Kelly (née Boles) d'Ellenfield Road, Whitehall, Dublin. Elle va à l'école à Dublin et travaille comme machiniste. En 1961, elle épouse Christopher John Mullen. Le couple a un fils et deux filles. Ils vivent d'abord à North Strand puis déménagent à Coolock, Dublin. 
Mullen à la trentaine lorsqu'elle est confinée dans un fauteuil roulant à la suite de complications résultant d'une péridurale. Elle a commencé à fréquenter le centre de jour Clontarf de l'Irish Wheelchair Association au milieu des années 1980, où elle s'initie au boulingrin, pour lesquelles elle s'est avérée avoir une aptitude naturelle. Elle remporte le titre national novice en 1985, remportant les titres irlandais seniors en 1986 et 1987, faisant d'elle la première joueuse de boulingrin de la république d'Irlande à le faire. Elle participe aux Jeux de Stoke Mandeville en 1986 et 1987, remportant le bronze aux épreuves en simple et en double. Elle s'entraîne en Irlande du Nord en préparation des Jeux paralympiques de 1988 à Séoul, en Corée, s'entraînant contre et battant souvent les meilleurs joueurs valides. 
Juste avant les jeux de 1988, Mullen reçoit un diagnostic de cancer terminal. Mullen se rend en Corée contre l'avis de ses médecins, mais avec le soutien de sa famille et la supervision médicale fournie par le Conseil paralympique d'Irlande. Mullen passe beaucoup de temps au lit pendant ces Jeux, n'en sortant que pour les  compétitions. Malgré cela, elle remporte la médaille d'or dans la catégorie simple féminin. Elle meurt à son domicile à Coolock le 23 août 1989 et est enterrée au cimetière Fingal à Balgriffin (en). 